# Consejo Legislativo del Estado Guárico
El Consejo Legislativo del Estado Bolivariano de Guárico (CLEBG) es el órgano que ejerce el poder legislativo regional del Estado Guárico en Venezuela.
El parlamento regional del Estado Guárico es unicameral y está compuesto por nueve (9) legisladores regionales que son electos cada 4 años, bajo un sistema mixto de representación, por un lado se eligen un grupo por lista bajo el método D'Hont a nivel estatal y por otro lado se eligen por voto directo candidatos nominales por circunscripción definida, pudiendo ser reelegidos para nuevos períodos consecutivos, y con la posibilidad de ser revocados a la mitad de su período constitucional.

## Sede
La sede del Consejo Legislativo del Estado Guárico se ubica en la avenida Miranda en el sector La Redoma en la ciudad de San Juan de los Morros, capital del Estado.

## Funciones
La Cámara elige de su seno, una Junta Directiva integrada por un Presidente y un Vicepresidente, adicionalmente se elige a un Secretario fuera de su seno. Al igual que en la Asamblea Nacional, el Parlamento regional conforma Comisiones permanentes de trabajo que se encargan de analizar los diferentes asuntos que las comunidades plantean, ejerciendo la vigilancia de la administración del Estado con el auxilio de la Contraloría General del Estado, así como la discusión y aprobación de los presupuestos de la cámara y del poder ejecutivo.
Las funciones de los consejos legislativos regionales de Venezuela se detallan en la Ley Orgánica de los Consejos Legislativos de los Estados publicada en Gaceta Oficial de la República Bolivariana de Venezuela del 13 de septiembre de 2001

## Composición de la VI Legislatura (Actual)
Los Grupos Parlamentarios del Consejo Legislativo del Estado Guárico se organizan en dos grandes alianzas:
| Alianza / Partido Político         | Alianza / Partido Político            | Legisladores |
| ---------------------------------- | ------------------------------------- | ------------ |
| Gran Polo Patriótico Simón Bolívar | Gran Polo Patriótico Simón Bolívar    | 6            |
|                                    | Partido Socialista Unido de Venezuela | 4            |
|                                    | PPT                                   | 1            |
|                                    | MEP                                   | 1            |
| Alianza Democrática                | Alianza Democrática                   | 3            |
|                                    | El Cambio                             | 1            |
|                                    | Acción Democrática                    | 1            |
|                                    | Primero Venezuela                     | 1            |

## Legislaturas Previas

### I Legislatura (2000 - 2004)
En las elecciones de julio de 2000 la alianza entre el PPT y el MVR consiguió 4 de los 7 legisladores en disputa, lo que les garantizo una mayoría parlamentaria simple, la oposición regional quedó representada por 3 escaños de Acción Democrática
| Alianza / Partido Político             | Alianza / Partido Político             | Diputados |
| -------------------------------------- | -------------------------------------- | --------- |
| Coalición de la Revolución Bolivariana | Coalición de la Revolución Bolivariana | 4         |
|                                        | Patria para Todos                      | 3         |
|                                        | Movimiento V República                 | 1         |
| Coordinadora Democrática               | Coordinadora Democrática               | 3         |
|                                        | Acción Democrática                     | 3         |

### II Legislatura (2004 - 2008)
En las elecciones de octubre de 2004 la alianza entre los para ese entonces partidos del oficialismo regional (MVR y Podemos) conquistó todos los puestos de la legislatura (7 de 7 legisladores) la oposición regional no consiguió representación alguna.
| Alianza / Partido Político             | Alianza / Partido Político             | Diputados |
| -------------------------------------- | -------------------------------------- | --------- |
| Coalición de la Revolución Bolivariana | Coalición de la Revolución Bolivariana | 7         |
|                                        | Movimiento V República                 | 3         |
|                                        | Podemos                                | 4         |

### III Legislatura (2008 - 2013)
En las elecciones regionales realizadas el 23 de noviembre de 2008 se aumentó el número de puesto en la legislatura estadal al llevarla de 7 a 9 integrantes, todos los escaños fueron obtenidos por el oficialismo regional representados en 3 partidos UVE-PSUV y el PPT
| Alianza / Partido Político | Alianza / Partido Político            | Diputados |
| -------------------------- | ------------------------------------- | --------- |
| Polo Patriótico            | Polo Patriótico                       | 9         |
|                            | Partido Socialista Unido de Venezuela | 3         |
| UVE                        | Unidad de Vencedores Electorales      | 5         |
|                            | Patria para Todos                     | 1         |

### IV Legislatura (2013 - 2017)
| Alianza / Partido Político | Alianza / Partido Político            | Diputados |
| -------------------------- | ------------------------------------- | --------- |
| Polo Patriótico            | Polo Patriótico                       | 9         |
|                            | Partido Socialista Unido de Venezuela | 7         |
|                            | Partido Comunista de Venezuela        | 1         |
|                            | Patria para Todos                     | 1         |

### V Legislatura (2018 - 2022)
En las elecciones de concejos legislativos realizada el 20 de mayo de 2018, el Gran Polo Patriótico logra ganar todos los curules de la cámara, que si bien es un resultado que se repetía en esta entidad, también es explicado por la decisión de los principales partidos políticos de la Mesa de la Unidad Democrática, opositores al gobierno de Nicolás Maduro, de no participar en las elecciones.
| Alianza / Partido Político | Alianza / Partido Político            | Diputados |
| -------------------------- | ------------------------------------- | --------- |
| Polo Patriótico            | Polo Patriótico                       | 9         |
|                            | Partido Socialista Unido de Venezuela | 7         |
|                            | Partido Comunista de Venezuela        | 1         |
|                            | Tupamaro                              | 1         |